# Mikael Niemi

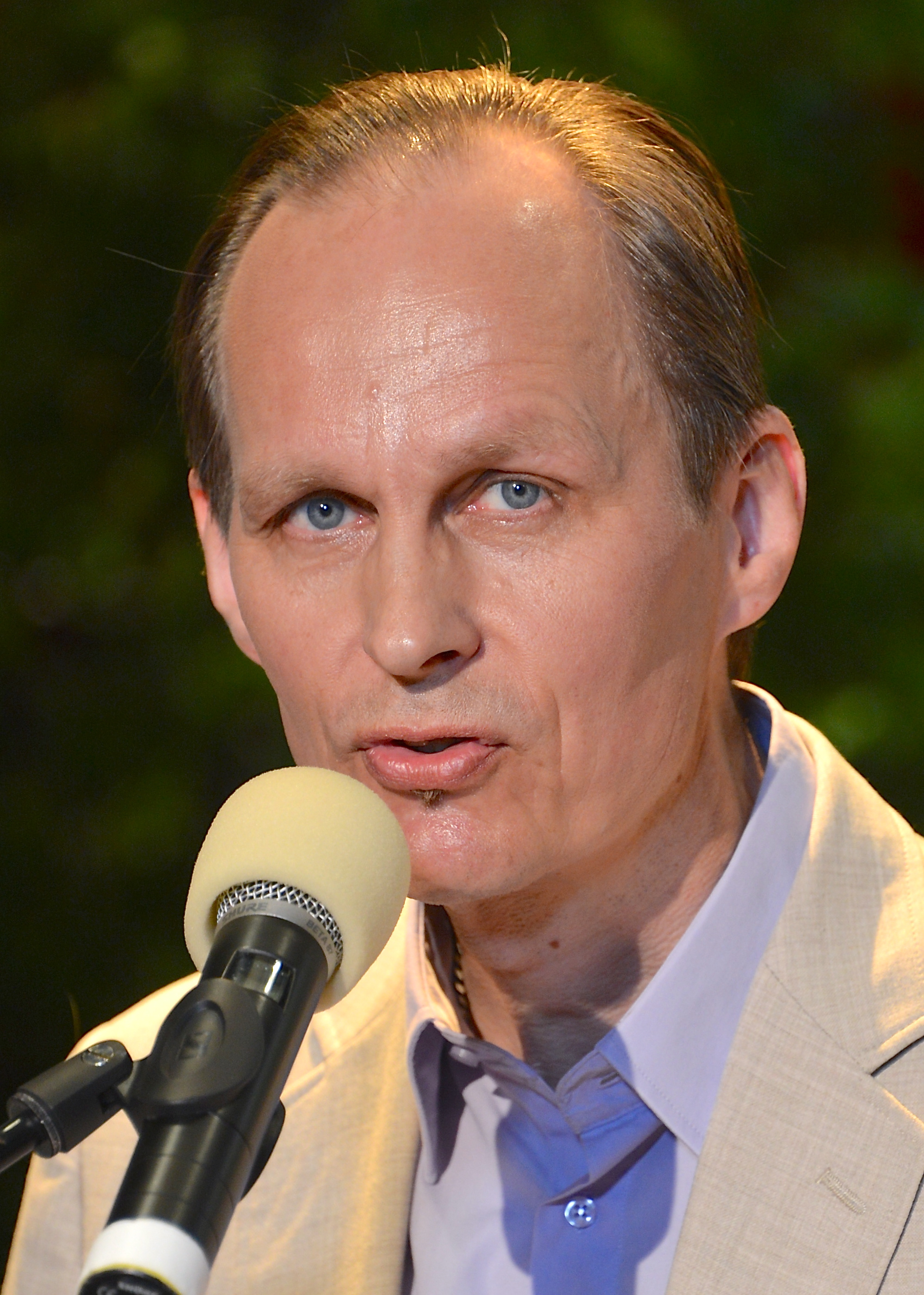
Mikael Niemi in 2013

Mikael Niemi (Pajala, Norrbottens län, 13 augustus 1959) is een Zweedse schrijver en dichter.

## Achtergrond
Mikael Niemi werd geboren en groeide op in Pajala, een dorp in het uiterste noorden van Zweden nabij de Finse grens, een streek waar een aanzienlijk deel van de bewoners van Finse afkomst is en Meänkieli spreekt. Het opgroeien in een tweetalige omgeving en de spanningen die dit met zich mee kan brengen zouden een terugkerend thema worden in Niemi's latere werk. Hij begon op zijn vijftiende gedichten en verhalen te schrijven. Na een opleiding elektrotechniek te hebben gevolgd, verhuisde hij in 1977 naar Luleå, waar hij leraar en jongerenwerker was en werkte bij een kleine uitgeverij. Eind jaren negentig keerde hij terug naar Pajala. Niemi is getrouwd met de Friese schrijfster Eelkje Tuma.

## Werk
Niemi's officiële debuut was Näsblod under högmässan ("Neusbloeding tijdens de hoogmis"), een dichtbundel die in 1988 verscheen. Daarna volgden reportageboeken, toneelstukken, hoorspelen en nog een bundel gedichten. In 1994 publiceerde hij zijn eerste jeugdroman, Kyrkdjävulen ("De kerkduivel"), die werd vertaald in het Deens en het Noors. Drie jaar later verscheen een tweede jeugdboek, Blodsugarna ("De bloedzuigers").
De grote nationale en internationale doorbraak van Niemi was Populärmusik från Vittula (2000) (in het Nederlands vertaald als Popmuziek uit Vittula), een humoristische roman over de in Pajala opgroeiende jongen Matti. In weerwil van Niemi's verwachtingen bleek dit boek, waarin hij veel van zijn eigen ervaringen met het opgroeien in een tweetalige omgeving verwerkte, een groot succes. Het verscheen in een dertigtal talen en er werden wereldwijd een miljoen exemplaren van verkocht. Niemi ontving voor het werk verschillende onderscheidingen, waaronder de prestigieuze Augustpriset. Populärmusik från Vittula werd in 2004 onder dezelfde titel verfilmd door Reza Bagher.
Niemi's sciencefiction-roman Svålhålet verscheen in 2004. Twee jaar later publiceerde hij de misdaadroman Mannen som dog som en lax ("De man die stierf als een zalm"), die zich zowel in Pajala als Stockholm afspeelt en waarin de tweetaligheid in het noorden van Zweden en de daaruit voortvloeiende conflicten opnieuw op de voorgrond staan.

## Publicaties (selectie)
- 1983: Rusning
- 1988: Näsblod under högmässan, gedichten
- 1988: Mitt i skallen!, reportage over het voortgezet onderwijs
- 1989: Änglar med mausergevär, gedichten
- 1989: Med rötter här uppe, reportage over het Tornedal
- 1994: Kyrkdjävulen, jeugdroman
- 1997: Blodsugarna, jeugdroman
- 2000: Populärmusik från Vittula, roman (Nederlandse vertaling: Popmuziek uit Vittula)
- 2004: Svålhålet, sciencefiction-roman
- 2006: Mannen som dog som en lax, misdaadroman
- 2006: Jag gjorde Vietaskuppen, drama
- 2010: Skjut apelsinen, jeugdroman
- 2012: Fallvatten, roman
- 2017: Koka björn, roman

## Prijzen
- 2000: Augustpriset
- 2000: BMF-plaketten
- 2000: Tidningen VI:s litteraturpris
- 2001: Årets bok-Månadens boks litterära pris
- 2001: Litteraturklubbens Stora Litteraturpris
- 2002: PiratenPriset
- 2009: Albert Engström-priset
- 2013: Studieförbundet Vuxenskolan Norrbottens kulturpris[1]
- 2013: Erelidmaatschap van Norrlands nation[2]
- 2018: Mickelpriset